# Éditions Deleatur
 (septembre 2024).
Si vous disposez d'ouvrages ou d'articles de référence ou si vous connaissez des sites web de qualité traitant du thème abordé ici, merci de compléter l'article en donnant les références utiles à sa vérifiabilité et en les liant à la section « Notes et références ».
Les Éditions Deleatur est une maison d'édition littéraire française. 
Ce n'est pas une entreprise mais une association déclarée à but non lucratif (immatriculée siren 298 074 311) domiciliée 13 bis avenue du Géneral-Foy à Angers. 
Les Éditions Deleatur ont publié, entre 1978 et 2003, plus de deux cents titres.
Au nombre des auteurs, on peut citer : 
- Jacques Abeille
- Pierre Bettencourt
- Patrick Boman
- Pierre Charmoz
- Ernestine Chasseboeuf
- Jean-Marie Drot
- Stani Nitkowski
- Stanislas Rodanski
- Denis Péan
- Yak Rivais
- René Troin

De nombreux livres ont été illustrés d'œuvres originales de :
- Ramón Alejandro
- Jorge Camacho
- Fred Deux
- Jacques Hérold
- Alain Royer
- Georges Rubel